# 正城慎太郎
正城 慎太郎（まさき しんたろう、本名：高橋慎太郎、1961年9月12日 - ）は、日本の俳優。所属事務所はリゾコーポレーション。身長173cm。

## 出演

### 映画
- 水に棲む花（監督：後藤憲治） - 杉森俊介 役
- バッシュメント（監督：布川敏和） - マーキュリー 役
- ディズニーシー五周年記念シネマ SEA OF DREAMS

### 舞台
- グループK第4回プロデュース公演 KIN☆「昭和シリーズ」38（作：松木ひろし、演出：中村金太）

### テレビドラマ
- 真田太平記‐松平忠直役
- Deep Love 〜ホスト〜
- 水曜ミステリー9 第25回横溝正史ミステリー大賞「約束 〜いつか、虹の向こうへ〜」（監督：猪崎宣昭） - 植田利明役
- 月曜ミステリー劇場 警視庁三係・吉敷竹史シリーズ(2)「灰の迷宮」（監督：国本雅広） - 木村刑事役
- 月曜ミステリー劇場 占い師みすず 事件は運命の彼方に（監督：吉野晴亮）
- ドラマコンプレックス 松本清張スペシャル「指」（監督：佐々木章光） - 木村役
- ドラマコンプレックス 「ウィルスパニック2006夏〜街は感染した〜」（監督：下村優）
- 火曜ドラマゴールド 「ミッドナイトブルー」（監督：猪崎宣昭）
- 土曜プレミアム 新・美味しんぼ （監督：浜本正機）
- テレビ東京金曜時代劇 刺客請負人
- 愛の劇場 愛のうた!
- 相棒 - 城代金融の専務・向島茂 役
  - Season04 #19「ついてない女」（2006年3月1日）
  - Season06 #11「ついている女」（2008年1月16日）
  - Season06 #12「狙われた女」（2008年1月23日）
- かりゆし先生ちばる!
- NHK大河ドラマ 平清盛
- 塚原卜伝
- 水戸黄門
- 水曜ミステリー9 作家探偵・山村美紗「京都・東山密室トリック殺人事件」
- 悪女